# اتو اوست
اتو اوست (انگلیسی: Otto Aust؛ ۲۵ ژوئیه ۱۸۹۲ – ۱۲ اکتبر ۱۹۴۳ (aged 51)) قایقران، و قایقران قایق بادبانی اهل سوئد بود.